# Dicynodonty
Dicynodonty (Dicynodontia) – infrarząd synapsydów z rzędu terapsydów (Therapsida, tzw. „gady ssakokształtne”).
Żyły od późnego permu na wszystkich kontynentach, głównie w południowej Afryce. Większość z nich wyginęła w późnym triasie, wraz z pojawieniem się dinozaurów. W Polsce kości dicynodonta z późnego triasu, żyjącego pod koniec noryku lub na początku retyku Lisowicia bojani, odkryto w Lisowicach na Śląsku; L. bojani jest obecnie najmłodszym znanym zwierzęciem, które z pewnością było przedstawicielem tego infrarzędu. W 2003 roku doniesiono o odkryciu enklawy dicynodontów w Australii (w północnej części stanu Queensland), gdzie miały one żyć jeszcze 105 mln lat temu; jednak Agnolin i współpracownicy (2010) podali w wątpliwość pozycję filogenetyczną domniemanego australijskiego dicynodonta, zwracając uwagę na podobieństwo jego skamieniałości do kości krokodylomorfów z rodziny Baurusuchidae, jak Baurusuchus pachecoi. Z kolei Knutsen i Oerlemans (w druku) uznali te skamieniałości za szczątki ssaka żyjącego w pliocenie lub w plejstocenie.

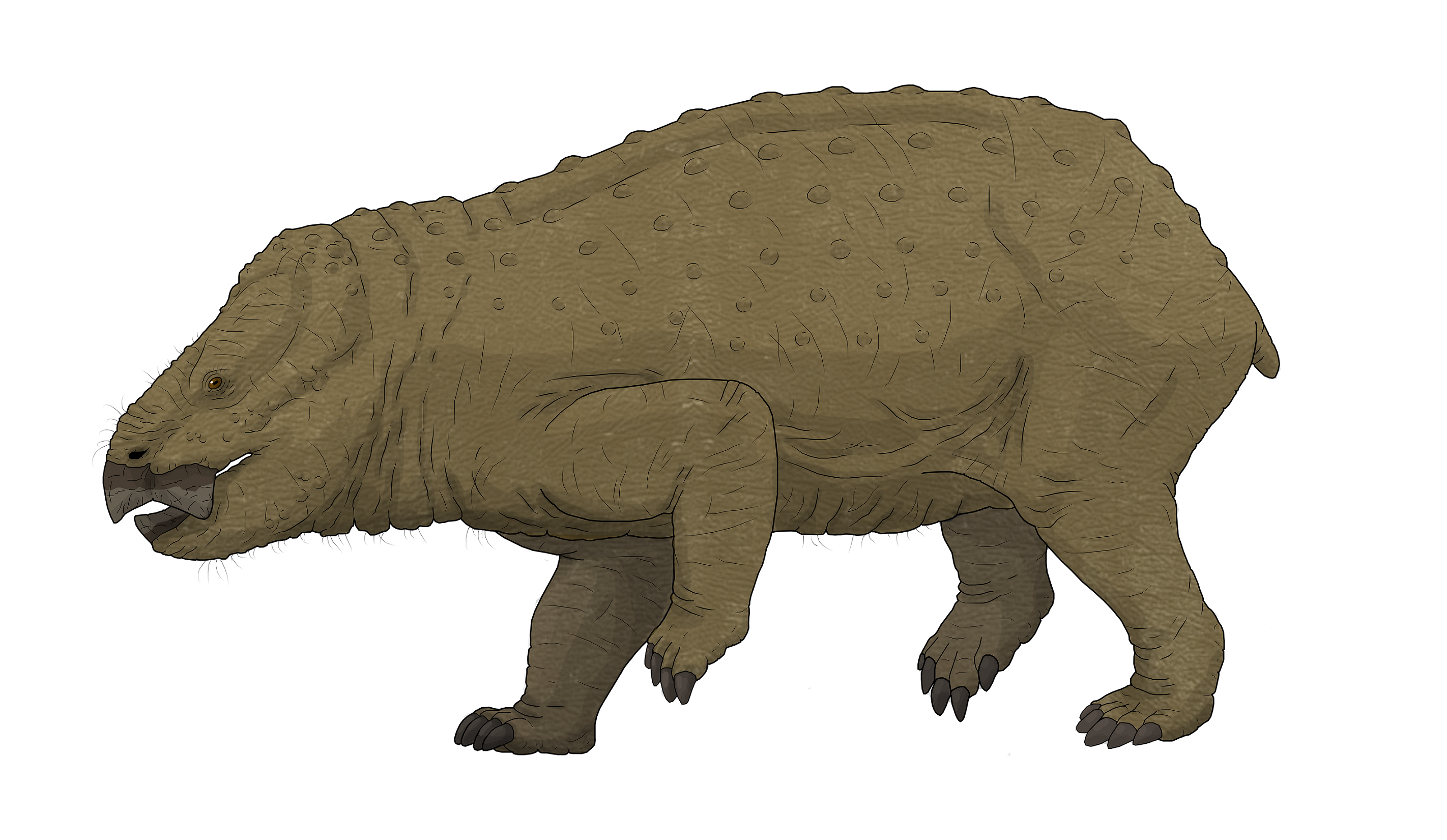
Lisowicia bojani – wielki późnotriasowy dicynodont z Polski

Dicynodonty były pierwszymi powszechnie zamieszkującymi Ziemię lądowymi zwierzętami roślinożernymi. Dominowały na lądach do czasu pojawienia się dinozaurów. Zamieszkiwały środowiska błotne, część z nich prowadziła ziemnowodny tryb życia. Miały dwa duże kły w szczęce (stąd pochodzi ich nazwa), pozostałe zęby w zaniku – zastąpione rogowym dziobem. Dicynodonty osiągały zróżnicowane rozmiary – od 20 cm do 6 m długości; największy znany dicynodont, Lisowicia bojani, osiągał masę 9 ton.
Do dicynodontów zalicza się m.in. następujące rodzaje: Argodicynodon, Dicynodon, Endothiodon, Eodicynodon, Ischigualastia, Kannemeyeria, Kingoria, Lisowicia, lystrozaur, Moghreberia, Placerias, Wadiasaurus, Woznikella.